# Franco di Giovanni De Russi
Franco di Giovanni De Russi, oppure Francesco di Giovanni de' Russi (Mantova, XV secolo – XV secolo), è stato un miniatore italiano.

## Biografia

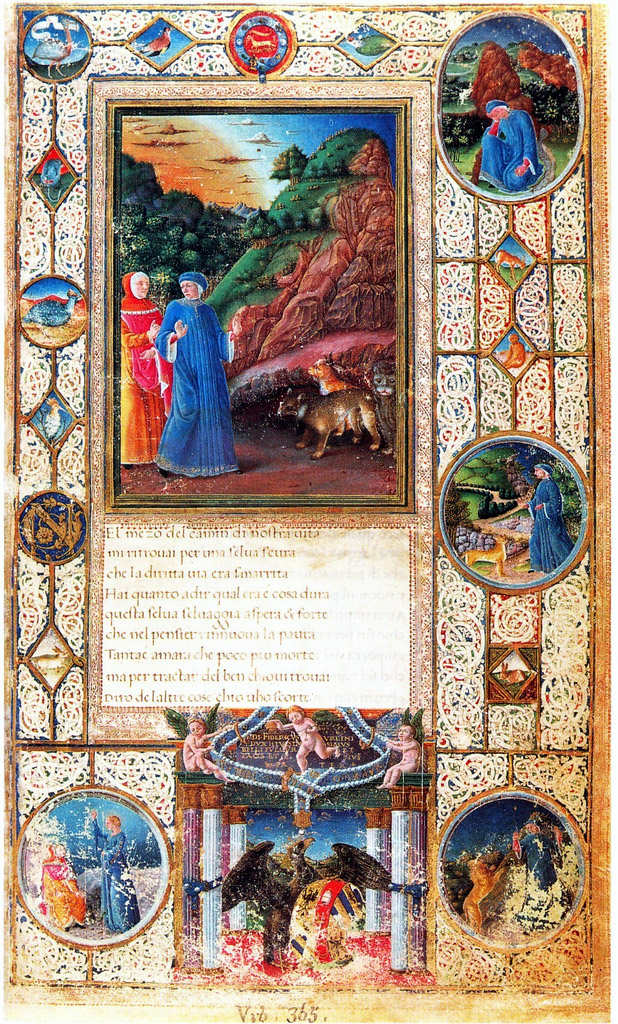
Inferno, Canto I, Divina Commedia di Federico da Montefeltro ad opera del Giraldi con De Russi, conservato ora nella Biblioteca Apostolica Vaticana con la segnatura di ms UrbLat365.

Trasferitosi per lavoro da Mantova ad Urbino, dal 1453 visse a Ferrara dove decorò, assieme a Taddeo Crivelli, la Bibbia di Borso d'Este (1455-1461).
Dalla documentazione storica e amministrativa si può ricavare con precisione quale fu il suo impegno in questo importante lavoro: dei 60 quinterni che costituiscono la Bibbia, lui se ne occupò di 27 che miniò con aiuti, allo stesso modo del Crivelli per la sua parte.
Lo stile di De Russi si caratterizzò per l'influenza della scuola padovana e soprattutto di quella di Andrea Mantegna: paragonate a quelle del Crivelli, le sue miniature mettono in evidenza una discreta composizione e una felice fantasia decorativa.
A questo artista, non ancora popolarissimo, la critica d'arte attribuisce altre opere, fra cui una collaborazione con Guglielmo Giraldi nella Divina Commedia della Biblioteca apostolica vaticana (circa 1480).
Inoltre certamente è suo il frontespizio di una raccolta di Ducali, conservata al British Museum di Londra.

## Opere
- Bibbia di Borso d'Este (1455-1461);
- Divina Commedia della Biblioteca apostolica vaticana (circa 1480);
- Ducali, conservata al British Museum di Londra.